# Vlag van Ottawa

Vlag van Ottawa (ratio 1:2)

De vlag van Ottawa wordt benadrukt door een gestileerde O. Deze gestileerde O moet zowel een esdoornblad (als symbool voor Canada) als de Peace Tower en het Centre Block van de parlementsgebouwen (als symbool voor Ottawa) voorstellen. Het is bedoeld om eenvoudig te zijn, maar er feestelijk uit te zien en om een gevoel van levendige beweging te creëren wanneer het wappert.
Het ontwerp maakt gebruik van de kleuren blauw en groen die zijn gekozen om de nieuwe stad Ottawa te vertegenwoordigen. Het blauw staat symbool voor de rivieren en vaarwegen die deel uitmaken van de regio Ottawa, zoals de rivier Ottawa. De grote groene vlakken verwijzen naar de grote groene ruimte en de kwaliteit van leven in het gebied, evenals de bossen, bomen en parken in de stad. Het werd aangenomen op 1 januari 2000 na de oprichting van de Ottawa "megastad".
Voorheen was de vlag van Ottawa een paarse, rode en blauwe driekleur. Deze vlag werd in 1901 door de stad aangenomen en toen hij werd vervangen was het de oudste gemeentelijke vlag van Canada. De drie kleuren moesten paars voor de monarchie voorstellen, rood voor de Liberalen en blauw voor de Conservatieven. De vlag was echter niet populair, weinigen vonden het uiterlijk mooi. Het schond ook de regels van de heraldiek door kleur naast kleur te plaatsen. In 1987 werd in een poging om de vlag op te fleuren het stadswapen aan het midden toegevoegd. Er was weinig controverse toen de overgangsraad besloot dat de nieuwe stad een nieuwe vlag moest krijgen.
|  |  |